# Lispocephala leptostylata
Lispocephala leptostylata är en tvåvingeart som beskrevs av Hardy 1981. Lispocephala leptostylata ingår i släktet Lispocephala och familjen husflugor. Inga underarter finns listade i Catalogue of Life.